# Добрња (Бања Лука)
Добрња је насељено мјесто на подручју града Бање Луке, Република Српска, БиХ. Ово насељено мјесто припада мјесној заједници Павићи. Према подацима пописа становништва 2013. године, у овом насељеном мјесту је пописано 74 лица.

## Географски положај
Налази се на 490-1.080 метара надморске висине, површине 53 км2 , удаљено око 20 км од градског центра. Разбијеног је типа, а засеоци су: Врањеши, Грабовица, Добрња, Ђаковићи, Кадина вода, Милаковићи, Савићи, Шипке. Смјештено је на платоу Мањаче и у великом дијелу Добрњског поља. Кроз атар протиче Грабовичка ријека, а најзначајнији извори су Бојанића бунар, Млиниште, Марина вода, Љесковица и Тученац. Шуме су углавном бјелогоричне (буква, јасен, храст).

## Историја
На локалитету Црквена откривена је градина, са остацима троске и керамике, вјероватно из гвозденог доба. Кроз село је пролазио огранак римског пута Салона (Солин) - Сервицијум (Градишка).
На локалитету Храст нађени су троска и остаци зида из римског доба, а на локалитету Дебела међа остаци римске утврде и средњовјековна некропола, са 18 стећака. Некрополе из овог периода налазе се и на локалитетима Мраморје (осам стећака) и Побрђани (шест). Према предању, у засеоку Кадина вода постојао је хан. Током аустроугарске владавине ту је била стационирана аустроугарска војска и жандармеријска постаја.

## Становништво
Према дефтеру из 1541, село Добрња имало је 18 домаћинстава, а 1604. помиње се као село Добриње-Сиркобиље, са кнезом, попом и 45 хришћанских домаћинстава. Године 1931. општина под именом Кадина Вода имала је 916 домаћинстава и 6.844 становника (6.832 православца, десет католика и два из реда осталих); 1953. под
именом Добрња - 9.487 становника. Село Добрња је 1879. имало 70 домаћинстава и 873 становника (православци); 1895. - 1.042 становника; 1921. -1.386; 1948. - 1.718; 1971. - 342; 1991. - 130; 2013. - 23 домаћинства и 74 становника (Срби). Породице Башић, Ђаковић, Њежић, Петровић славе Јовањдан; Врањеш - Ђурђевдан; Милашиновић - Михољдан. У Првом свјетском рату добровољци у српској војсци били су: Милан Т. Врањеш, Милић и Марко Дивјак, Ђуро Којадиновић, Дмитар П. Масларић, Марко и Милан Матаруга и Коста Г. Савић. Током Другог свјетског рата погинула су 34 цивила, један борац ВКЈ и пет бораца НОВЈ. Становници су углавном били уз ЈВуО, због чега је шездесетих година село плански расељено. Највише становника исељено је у Војводину, а на подручју села изграђена је касарна ЈНА и војни полигон. У Одбрамбено-отаџбинском рату 1992-1995. погинуо је један борац ВРС. Његово име је наведено на заједничком спомен-обиљежју за све погинуле борце ове мјесне заједнице у Стричићима и на спомен-чесми у селу Шљивно.
Становништво се углавном бави пољопривредом. Ђаци похађају основну школу у селу Кола. У атару постоје два православна гробља, а најближа црква је у селу Шљивно. Добрња је добила електричну енергију 1980, а бежичну телефонску мрежу 2002. године. Становници се снабдијевају водом са бунара и из цистерни. Кроз атар пролази регионални пут Бања Лука - Мркоњић Град. У селу постоји каменолом (2016).
| Националност       | 2013.     | 1991.      | 1981.        | 1971.      | 1961. |
| Срби               | 74 (100%) | 130 (100%) | 186 (98,41%) | 342 (100%) | 1.329 |
| Хрвати             |           |            |              |            | 3     |
| Југословени        |           |            | 1 (0,52%)    |            |       |
| Муслимани          |           |            | 1 (0,52%)    |            |       |
| остали и непознато |           |            | 1 (0,52%)    |            | 2     |
| Укупно             | 74        | 130        | 189          | 342        | 1.334 |

| Демографија (општина Добрња) | Демографија (општина Добрња) | Демографија (општина Добрња) |
| Година                       | Становника                   | Становника                   |
| ---------------------------- | ---------------------------- | ---------------------------- |
| 1948.                        | 2.716                        |                              |
| 1953.                        | 9.487                        |                              |
| 1961.                        | 1.334                        |                              |
| 1971.                        | 342                          |                              |
| 1981.                        | 189                          |                              |
| 1991.                        | 130                          |                              |
| 2013.                        | 83                           |                              |